# 大環內酯

紅黴素：左上方的大環就是一个內酯环

大環內酯（macrolides）又稱大環內酯，是一組具有「大環的内酯」作为基本架构的化合物，一般都是用作抗生素。此「大環结构」为14、15或16元內酯環，含内酯键，且連結一個以上脫氧糖（多是红霉糖及红霉脱氧糖胺）。大環內酯屬於天然產物中的多烯酮類。
大环内酯类抗生素（macrolide antibiotics）是从细菌发酵液或海洋真菌中得到的大环内酯，具有抑制微生物作用。大环内酯类抗生素为广谱抗生素，可与细菌核糖体特殊靶位结合，阻断转肽酶作用，干扰mRNA位移，从而选择性抑制细菌蛋白质合成。

克拉霉素（Clarithromycin）

羅紅霉素（Roxithromycin）

## 發展歷史
最初使用的大環內酯是紅黴素，它是禮來公司的研究隊在菲律賓怡朗的土壤中，從紅黴素鏈黴菌中抽取出來。並於1952年，在美國首次以「月桂醯(Ilosone®)」的商標出售。

## 藥理作用

### 運作原理
大環內酯與細菌的核糖體50S亚基進行可逆結合，阻止細菌的蛋白質生物合成，從而阻礙肽酰tRNA的轉移。這種作用是制菌性的，但在高濃度下亦有殺菌的效用。大環內酯傾向於白血球內積聚，所以能被運送至受感染的位點。由於細菌核糖體的構造與人類核糖體的不相同，所以大環內酯不會阻礙人體內的蛋白質生物合成。而其他同樣利用核糖體的差異作出選擇有毒性的藥物有氯霉素、四環素及氨基糖苷類抗生素，但運作原理與結合的位點則各有差異。
另外，在微生物學中，大環內酯是屬於抑菌的藥物，但同時亦有阻止增生的效用，在高濃度下有殺菌的功效。如心內膜炎及腦膜炎等嚴重的病症亦會使用大環內酯來治療。但是殺菌的說法仍然未有正式的醫學基礎，對此仍有不同的說法。無論是抑菌或殺菌，在臨床時特別需要留意其效用，亦即與引發抗藥性的程度、對病變部位的轉移、抗菌的種類數目、最低抑菌濃度(MIC)等複雜的要素有關。總括而言，大環內酯按臨床的效用來說並非十分好的藥物。

### 使用藥物
在使用抗生素治療細菌感染時，會考慮用藥的時間性，還是著重濃度的重要性。在使用大環內酯時基本上都是考慮用藥時間性，因為只要達到最低抑菌濃度，大環內酯都能發揮理想效果，若再提升濃度都不會有太顯著的效果。所以有部份的大環內酯，如克拉黴素，有徐放性製劑(即使用後會慢慢開始溶化，以加長用藥的時間性)。不過，阿奇黴素及酮內酯在這點上則與普遍的大環內酯有所不同。

### 用途
大環內酯用于治療諸如呼吸道感染及軟組織感染之類的細菌感染，其抗菌範圍較青黴素稍大，因此大環內酯可代替青黴素用于對後者過敏的病者身上。β型溶血性鏈球菌、肺炎鏈球菌、葡萄球菌及腸道球菌通常受大環內酯影響。與青黴素不同，大環內酯也對支原體、分支桿菌、部份立克次氏體及衣原體有效。
相較青黴素，大環內酯能針對沒有細胞壁或低肽聚糖細胞壁的細菌。而且因它對人體細胞的高滲透性，亦較低滲透性的青黴素或氨基糖苷類抗生素優勝。雖然四環素同樣有著高滲透性，但因對骨骼及牙齒的影響，在孕婦或嬰兒多會使用大環內酯。所以，一些由細菌感染引起的病症，如支原體引起的肺炎、鸚鵡熱、衣原體引起的性器感染症及肺炎等，大環內酯都是第一選擇的藥物。
相反大環內酯卻對由病毒引起的感染沒有效用，如普通感冒。但例外的是由支原體及衣原體，或是未確定是由病毒引起的病症，如支氣管炎等，都可以使用大環內酯來治療。
在日本發現14元環大環內酯亦可能有非抗生素性的抗炎能力，尤其在改善對瀰漫性泛細支氣管炎的控制上特別有效。相關的抗炎性研究仍然在進行中。

## 問題

### 副作用
大環內酯的副作用比較少，是一種較為安全的藥物。與青黴素比較，大環內酯的過敏性較少。主要的副作用有腹瀉、噁心及嘔吐等消化系統徵狀。紅黴素是大環內酯中最多出現副作用的藥物，而較新的克拉黴素已有相當的改善。另外，亦有一些較少有的副作用，如心電圖出現異常情況或長QT症。

### 藥物間的相互作用
使用過多的大環內酯會氧化肝臟內的特定代謝酶細胞色素P450-3A4(簡稱CYP3A4)。所以在使用大環內酯時，都會同時使用相同的酶。若同時使用其他藥物則會出現代謝的問題。就如一種稱為茶鹼，用作治療哮喘的藥物，由於並用的問題，使得茶鹼未能完全代謝。當在血液中的濃度上血，很容易會導致痙攣等副作用。
另外，因大環內酯亦有引起長QT症的副作用，若在用藥時同時使用令QT間期延長的藥物時，會令情況更加惡化，可能會造成心率不正常死而死亡。這種藥物有第二代抗組織胺藥的特非那定，它同時會影響代謝率，是不能與大環內酯同時使用。其他的則有丙戊酸(帝拔癲®)及卡馬西平(癲通®)等藥物。

### 抗藥性
對大環內酯的抗藥性基本是從細菌的核糖體23S次體的後轉錄甲基化中形成。這樣得來的抗藥性可以是由質粒作為媒介或是染色體的，亦即是突變，可以形成對大環內酯、林可胺及鏈陽菌素的抗藥性。  
其他兩種較少出現的抗藥性包括分泌令藥物鈍化的酶(如酯酶或激酶)及分泌活性的三磷酸腺苷敏感流出蛋白質，將藥物運離細胞。

### 其他問題
大環內酯除了上述的臨床使用及抗藥性問題外，它的昂貴價錢及味道亦是一些其他的缺點。由於大環內酯是給予嬰兒或孩童服用的藥物，它不好的味道使對醫生處方服用的符合率降低。不規則服用抗生素亦會助長細菌產生抗藥性，所以要特別留意按照醫生的處方服用。另外，除了口服的大環內酯，其實亦可考慮使用注射劑，或改用四環素。

## 種類

### 常用類
- 红霉素（Erythromycin），
- 歐霉素
- 史霉素
- 替米考星（Tilmicosin）

- 泰樂黴素（Telithromycin）
- 阿奇霉素（Azithromycin，希舒美®）
- 克拉黴素（Biaxin®）
- 地紅黴素（Dirithromycin[5]、Dynabac®）
- 羅紅黴素（Roxithromycin[5]、羅力得®、Surlid®）

### 發展中類
- 碳黴素A
- 交沙黴素（Josamycin）
- 北里黴素
- 竹桃黴素
- 螺旋黴素
- 醋竹桃黴素
- 泰樂菌素（泰農®）

### 酮內酯類
酮內酯是一組新類別的抗生素，在化學結構上與大環內酯類相關，用于治療對大環內酯類抗生素有抗藥性的細菌引致的呼吸道感染。
- 泰利黴素(肯立克®)
- 喹紅黴素

其他的包括螺旋黴素(用以治療住血原蟲病)、安莎黴素、竹桃黴素、碳黴素及泰樂菌素。

### 非抗生素類
他克莫司是一種用大環內酯類藥物以作為免疫抑制的藥物。它與環孢菌素有相似的反應作用。

### 有毒類
- 細菌內酯

## 外部連結
- . Family Practice Notebook. 2000年  [2006年10月25日]. （原始内容存档于2006年10月16日） （英语）.
- Berisio;  et al. . NSB. 2003年5月  [2006年10月25日]. （原始内容存档于2007年2月21日） （英语）.
- André Bryskier MD.  (PDF). Lille. 2004年12月7日  [2006年10月25日]. （原始内容 (PDF)存档于2006年3月4日） （英语）.
- "Antibacterial Agents; Structure Activity Relationships", André Bryskier MD; beginning at pp143